# Кими
Ки́ми (греч. Κύμη) — малый город в Греции. Построен на высоте 179 метров над уровнем моря, на восточном побережье Эвбеи у одноимённого мыса, у подножия Дирфиса, в 47 километрах к северо-востоку от Халкиды, в 148 километрах к юго-востоку от Ламии и в 80 километрах к северо-востоку от Афин. Исторический центр общины (дима) Кими-Аливерион в периферийной единице Эвбее в периферии Центральной Греции. Население 2383 жителя по переписи 2011 года. В Кими находится кафедра Каристийской и Скиросской митрополии Элладской православной церкви.

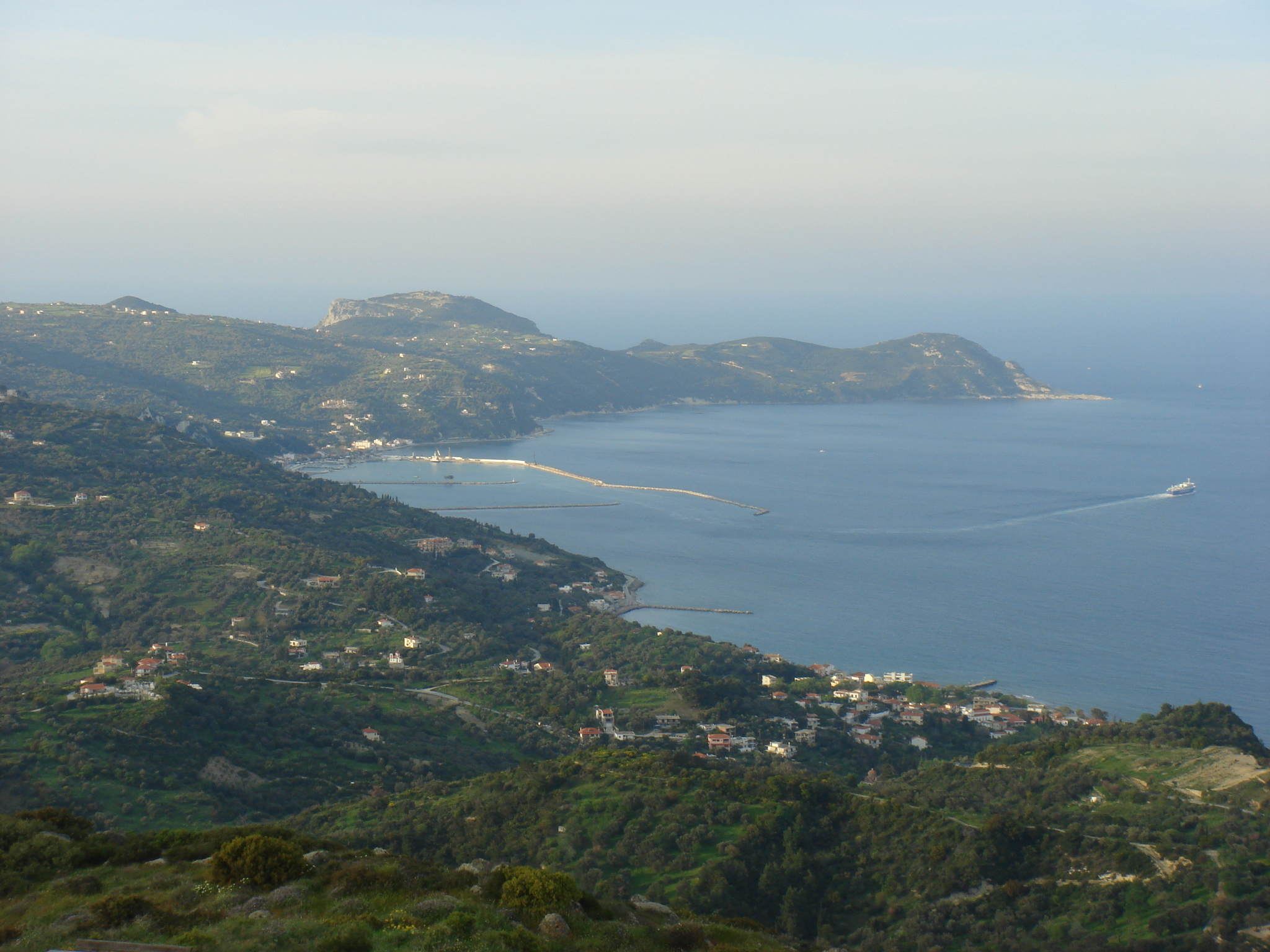
Вид на Кими

Название получил от античного города Кима (также Кумы).

## История
Древний город Кима или Кумы (лат. Cumae) находился в области древнего города Кариста (Каристоса). Процветал в архаический период, но потерял свою независимость после поражения в войне с Халкидой. По преобладающей теории был метрополией для двух колоний: Кимы в Малой Азии и Кум в Кампании. По Страбону Кумы в Кампании основали колонисты под предводительством Гиппокла (Ἱπποκλῆς) из Кумы и Мегасфена (Μεγασθένης) из Халкиды.
Современный город основан в XVIII веке. Кими славится своей сельскохозяйственной продукцией (в основном инжиром) и красивой архитектурой, результатом процветания в XIX веке из-за развитого морского судоходства.

## Сообщество Кими
В общинное сообщество Кими входят семь населённых пунктов, монастырь Сотир и остров Прасуда (Πρασούδα). Население 2870 жителей по переписи 2011 года. Площадь 39,462 квадратного километра.
| Наименование               | Население (2011), человек |
| -------------------------- | ------------------------- |
| Айия-Марина                | 4                         |
| Кими                       | 2383                      |
| Мисокамбос                 | 108                       |
| Монастырь Сотир            | 21                        |
| Паралия-Кимис              | 231                       |
| Петисунас                  | 0                         |
| Прасуда (остров)           | 0                         |
| Схоли-Эмбороплиархон-Кимис | 36                        |
| Хили                       | 87                        |

## Население
| Год  | Население, человек |
| ---- | ------------------ |
| 1991 | 3224               |
| 2001 | 2919               |
| 2011 | ↘ 2383             |